# Estación de Ganzo
Ganzo es un apeadero ferroviario situado en el municipio español de Torrelavega en la comunidad autónoma de Cantabria. Forma parte de la red de vía estrecha operada por Renfe Operadora a través su división comercial Renfe Cercanías AM. Está integrada dentro del núcleo de Cercanías Cantabria al pertenecer a la línea C-2 (antigua F-1 de FEVE), que une Santander con Cabezón de la Sal.

## Situación ferroviaria
La estación se encuentra en el punto kilométrico 502,5 de la línea férrea de ancho métrico que une Oviedo con Santander, a 20 metros de altitud. El tramo es de vía única y está electrificado.

## Historia
Aunque construida en el tramo Santander-Cabezón de la Sal, de la línea Santander-Llanes, abierto al tráfico el 2 de enero de 1895 por la Compañía del Ferrocarril Cantábrico, no se dispuso ninguna parada en el lugar. Su creación es posterior fruto del desarrollo urbanístico de la zona.

## La estación
Está ubicada bajo un puente de la autovía A-67. Cuenta con un andén y un pequeño refugio para los viajeros. Para acceder al apeadero desde la carretera N-634 que atraviesa el pueblo es necesario cruzar las vías a través de un paso a nivel.

## Servicios ferroviarios

### Cercanías
Forma parte de la línea C-2 (Santander - Cabezón de la Sal) de Cercanías Cantabria. Tiene una frecuencia con Santander cercana a un tren cada quince o treinta minutos en función de la franja horaria. La cadencia disminuye durante los fines de semana y festivos. Los trenes con destino Puente San Miguel circulan cada quince o treinta minutos. Los trenes con destino final Cabezón de la Sal circulan cada 30 minutos a una hora.